# 穆村镇 (深州市)
穆村镇，原名穆村乡，是中华人民共和国河北省衡水市深州市下辖的一个乡镇级行政单位。2023年2月6日撤乡设镇。

## 行政区划
穆村镇下辖以下地区：
穆村、南小召村、北小召村、大召村、王庄村、南口村、北口村、店上村、西位村、魏家林村、西马庄村、石像村、东八弓村、西八弓村、庄火头村和程家庄村。